# Stazione di Popoli-Vittorito
La stazione di Popoli-Vittorito è una stazione ferroviaria, posta sulla ferrovia Roma-Pescara, a servizio dei comuni di Popoli Terme e di Vittorito.

## Storia

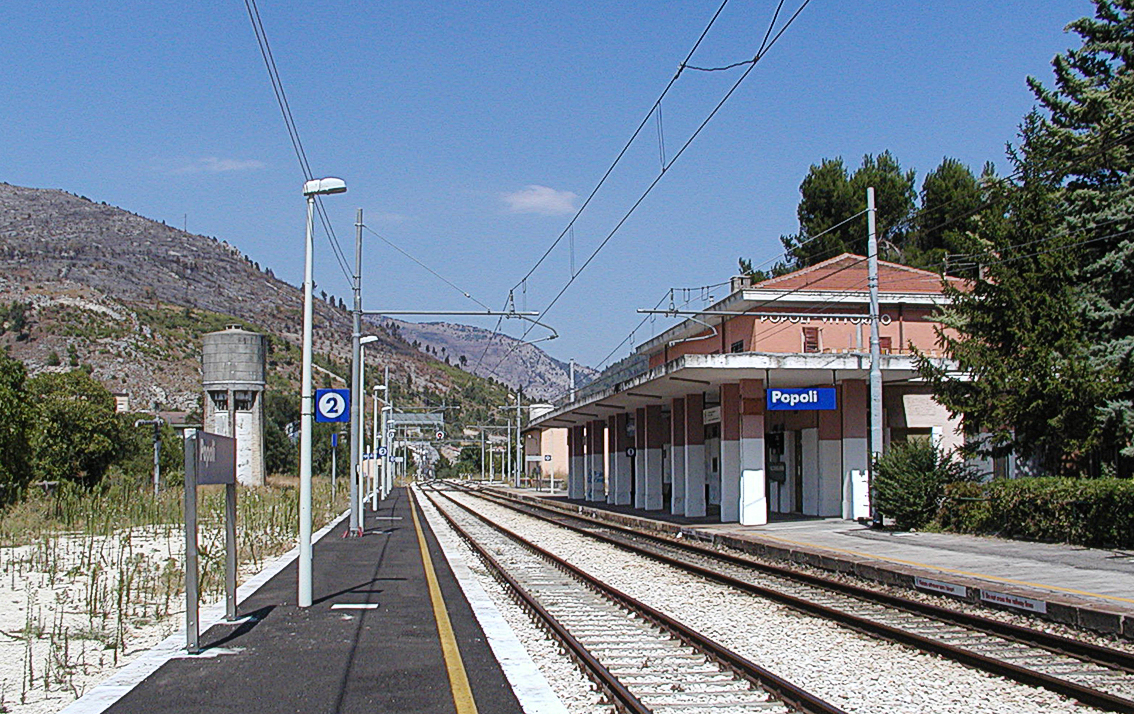
Veduta del piazzale ferroviario

La stazione venne attivata il 1º marzo 1873, come capolinea provvisorio della linea da Pescara, prolungata verso Sulmona il successivo 1º novembre.
La stazione venne gravemente danneggiata durante la seconda guerra mondiale; al termine del conflitto venne ricostruita, con la costruzione di un nuovo fabbricato viaggiatori, terminato nel 1949.

## Movimento
La stazione è servita esclusivamente da treni regionali gestiti da Trenitalia per conto della regione Abruzzo, con direzione Pescara, Teramo, Sulmona e Avezzano.